# Desaparecimento de Lars Mittank
Lars Joachim Mittank (Berlim, 9 de fevereiro de 1986) é um homem alemão que desapareceu em 8 de julho de 2014, perto do Aeroporto de Varna em Varna, Bulgária. Mittank estava de férias no resort Golden Sands, onde supostamente se envolveu em uma briga, e não conseguiu voar para casa com seus amigos por motivos de saúde. Mittank foi documentado agindo estranhamente enquanto estava sozinho na Bulgária. Ele ligou para sua mãe alegando que as pessoas estavam tentando matá-lo. No dia em que deveria voar para casa, Mittank foi ao Aeroporto de Varna para consultar um médico. Mais tarde, ele foi visto em imagens de segurança do aeroporto correndo para fora do aeroporto e em direção a uma floresta adjacente. Ele nunca mais foi visto desde então. O caso gerou intenso interesse, e a frequência com que as pessoas assistiram às imagens dele fugindo do aeroporto o levou a ser nomeado mais recentemente como o turista desaparecido mais famoso do mundo e também "a pessoa desaparecida mais famosa do YouTube".

## Antecedentes
Lars Mittank nasceu em 9 de fevereiro de 1986, em Berlim, Alemanha. Lars cresceu em Itzehoe, Schleswig-Holstein, e viveu lá por toda a sua vida. Ele trabalhou numa usina de energia, teve amigos e uma namorada. Mittank visitava seus pais frequentemente, bem como os ajudava após sair do trabalho depois que seu pai sofreu um derrame. Lars Mittank foi descrito como uma pessoa normal.

## Comportamento incomum e desaparecimento
Em 30 de junho de 2014, Mittank, de 28 anos, viajou com cinco amigos para Varna, Bulgária. Foi sua primeira viagem para fora da Alemanha. O grupo estava de férias em Golden Sands, um popular resort à beira-mar nos arredores da cidade de Varna. "A semana passou muito rápido", disse Paul Rohmann, um dos amigos de Mittank, em 2016 na televisão alemã. "Relaxamos na praia, nadamos na piscina, jogamos futebol, fomos a uma boate. Ele estava relaxado. Ele estava de bom humor." Outro amigo, Tim Schuldt, disse que Mittank não comia muito e que ele comia apenas uma pequena tigela de sopa ou uma pequena salada de cada vez. Seus amigos não relataram nenhum comportamento anormal adicional de Mittank até a parte final da viagem.
Em 6 de julho de 2014, um dia antes de retornarem para casa, Mittank e seus companheiros estavam em um bar na cidade, e Mittank entrou em desacordo com alguns outros cidadãos alemães sobre futebol. Mittank, um fã do clube de futebol SV Werder Bremen, teve diferenças com fãs do FC Bayern de Munique. Ele então se separou de seus amigos do lado de fora de um restaurante depois de sair do bar e desapareceu pelo resto da noite. Mittank apareceu no resort na manhã seguinte e disse a seus amigos que foi espancado por quatro homens contratados pelo grupo no bar com quem ele discordou na noite anterior. A suposta briga resultou em Mittank sofrendo uma suposta lesão na mandíbula e um tímpano rompido. Ele foi ver um médico que o aconselhou a não voar se de fato ele estivesse sofrendo uma lesão como Lars alegou, e prescreveu o antibiótico Cefeprozil (500 mg). Os amigos de Mittank queriam ficar com ele, mas ele insistiu que estava bem sozinho e disse a eles para seguirem o plano de viagem original e voarem para casa em 7 de julho, o que eles fizeram. No entanto, vários amigos de Lars duvidaram da veracidade da história de Lars.
Mittank fez o check-out do resort no mesmo horário que seus amigos e se hospedou no Hotel Color Varna por uma noite. O hotel era barato e perto do aeroporto. No entanto, um dia depois que seus amigos partiram, ele começou a agir paranoicamente. Enquanto estava no hotel, Mittank ligou para sua mãe, Sandra Mittank. Em um sussurro, ele disse a ela que as pessoas estavam tentando matá-lo ou roubá-lo e que ela deveria cancelar seus cartões de crédito. As câmeras de circuito fechado de televisão do hotel o gravaram andando de um lado para o outro pelos corredores, olhando pelas janelas e se escondendo em um elevador. À 1h da manhã, ele saiu do hotel antes de retornar cerca de uma hora depois. Não se sabe o que ele fez no período intermediário. De manhã, ele ligou novamente para sua mãe, dizendo que as pessoas que o perseguiam estavam se aproximando.
Mittank foi visto pela última vez no Aeroporto de Varna em 8 de julho de 2014, o dia em que ele esperava voar para casa na Alemanha. Ele mandou uma mensagem para sua mãe dizendo que havia chegado ao aeroporto. Ele foi consultar o médico do aeroporto, Kosta Kostov. Kostov mais tarde descreveu seu comportamento como "nervoso e errático". De acordo com Kostov, ele disse a Mittank que estava bem e poderia voltar para casa. No entanto, Mittank não saiu de seu escritório, expressando dúvidas sobre a medicação que estava tomando. Naquela época, um trabalhador da construção civil entrou no escritório. O aeroporto estava passando por reformas na época. Kostov disse que Mittank começou a tremer. Ele gritou: "Não quero morrer aqui! Tenho que sair daqui!" Ele então se levantou e fugiu do escritório. Ele deixou para trás toda a sua bagagem, que incluía sua carteira, telefone celular e passaporte. Ele foi capturado pelas câmeras de segurança do aeroporto fugindo do terminal. Uma vez do lado de fora, ele pode ser visto na filmagem correndo para longe do aeroporto, escalando uma cerca, correndo para um prado e correndo para longe da câmera na direção de uma floresta adjacente. Esses são seus últimos paradeiros confirmados.

## Especulações e investigações subsequentes
Não há um acordo definitivo entre especialistas e familiares quanto às causas do comportamento de Mittank e até que ponto sua paranoia estava enraizada na realidade. A mãe de Mittank, juntamente com médicos búlgaros e alemães, suspeitaram que o comportamento incomum de Mittank era o resultado de um efeito colateral raro do antibiótico que lhe foi prescrito, Cefeprozil. Uma cefalosporina, é conhecida por induzir efeitos colaterais psicóticos, incluindo alucinações e paranoia. No entanto, de acordo com Kostov, Mittank não estava tomando sua medicação. "Ele não tomou esses antibióticos. Ele nem mesmo preencheu sua receita", disse Kostov. "Então seu comportamento não pode ter sido resultado disso. Não consigo pensar em uma única razão pela qual ele saiu do meu consultório em tanto pânico. Ainda estou confuso." Sua mãe disse que ele não tinha histórico de doença mental. No entanto, um colapso mental causado por uma doença mental não diagnosticada foi discutido como uma possível explicação para sua conduta.
Também não se sabe o que aconteceu com Mittank depois que ele fugiu do aeroporto. Com a polícia incapaz de determinar o destino de Lars Mittank, Sandra Mittank contratou um investigador particular, Andreas Gütig. Ele verificou os registros do hospital em busca de pacientes sem identificação, mas não encontrou nada. Mittank tinha experiência em caça, pesca e captura, mas há ceticismo sobre se ele teria conseguido sobreviver por muito tempo ao ar livre devido ao calor intenso no verão e à falta de comida. Sua mãe expressou crença de que ele ainda está vivo, possivelmente tendo perdido a memória. Cerca de um ano após seu desaparecimento, um motorista de caminhão pensou tê-lo visto pegando carona em Varna. Houve vários relatos de avistamentos dele em vários outros países, mas nenhum foi confirmado. Em 2019, um motorista de caminhão alemão deu uma carona a um caroneiro de Dresden para Schildow em Oberhavel, Brandemburgo. O motorista tomou conhecimento do caso Mittank mais tarde e disse que o homem com ele parecia uma versão mais velha de Mittank. O motorista disse que o homem tinha cabelo comprido e barba. Ele disse que seus olhos pareciam cansados e suas maçãs do rosto eram proeminentes.
Mittank foi descrito como "a pessoa desaparecida mais famosa do YouTube". Em maio de 2018, menos de quatro anos após seu desaparecimento, as imagens de segurança dele no aeroporto foram vistas mais de 16 milhões de vezes. A natureza misteriosa do caso levou a discussões frequentes e ao crescimento de inúmeras teorias. O caso permanece sem solução.
Mittank é listado como um homem de 180 centímetros (5 pés e 11 pol) de altura com cabelo loiro escuro. Ele tem uma cicatriz no antebraço esquerdo.